# Moustéru
Moustéru (bretonisch Mousteruz) ist eine französische Gemeinde mit 642 Einwohnern (Stand: 1. Januar 2022) im Département Côtes-d’Armor in der Region Bretagne. Sie gehört zum Arrondissement Guingamp und zum Kanton Callac (bis 2015: Kanton Guingamp). Die Einwohner werden Moustérusien(ne)s genannt.

## Geographie
Moustéru liegt etwa 40 Kilometer westlich von Saint-Brieuc. An der südlichen Gemeindegrenze verläuft das Flüsschen Bois de la Roche. Umgeben wird Moustéru von den Nachbargemeinden Tréglamus im Norden und Nordwesten, Plouisy im Nordosten, Grâces im Osten und Nordosten, Coadout im Osten und Südosten, Bourbriac im Süden und Südosten sowie Gurunhuel im Westen und Südwesten.

## Bevölkerungsentwicklung
| Jahr                      | 1962 | 1968 | 1975 | 1982 | 1990 | 1999 | 2006 | 2012 | 2020 |
| ------------------------- | ---- | ---- | ---- | ---- | ---- | ---- | ---- | ---- | ---- |
| Einwohner                 | 614  | 537  | 511  | 597  | 609  | 594  | 660  | 695  | 644  |
| Quelle: Cassini und INSEE |      |      |      |      |      |      |      |      |      |

## Sehenswürdigkeiten
- Pfarrkirche Notre-Dame mit Westfassade und Glockenturm aus dem 16. Jahrhundert, Kirchturm seit 1925 als Monument historique eingeschrieben
- Calvaire, vermutlich aus dem 18. Jahrhundert
- Wegekreuz in Kergonien, errichtet 1748, seit 1926 als Monument historique eingeschrieben
- Herrenhaus in L’Isle, vermutlich aus dem 18. Jahrhundert
- Pfarrhaus aus dem 18. Jahrhundert
- Reste einer urgeschichtlichen Allée couverte in Le Bongoat

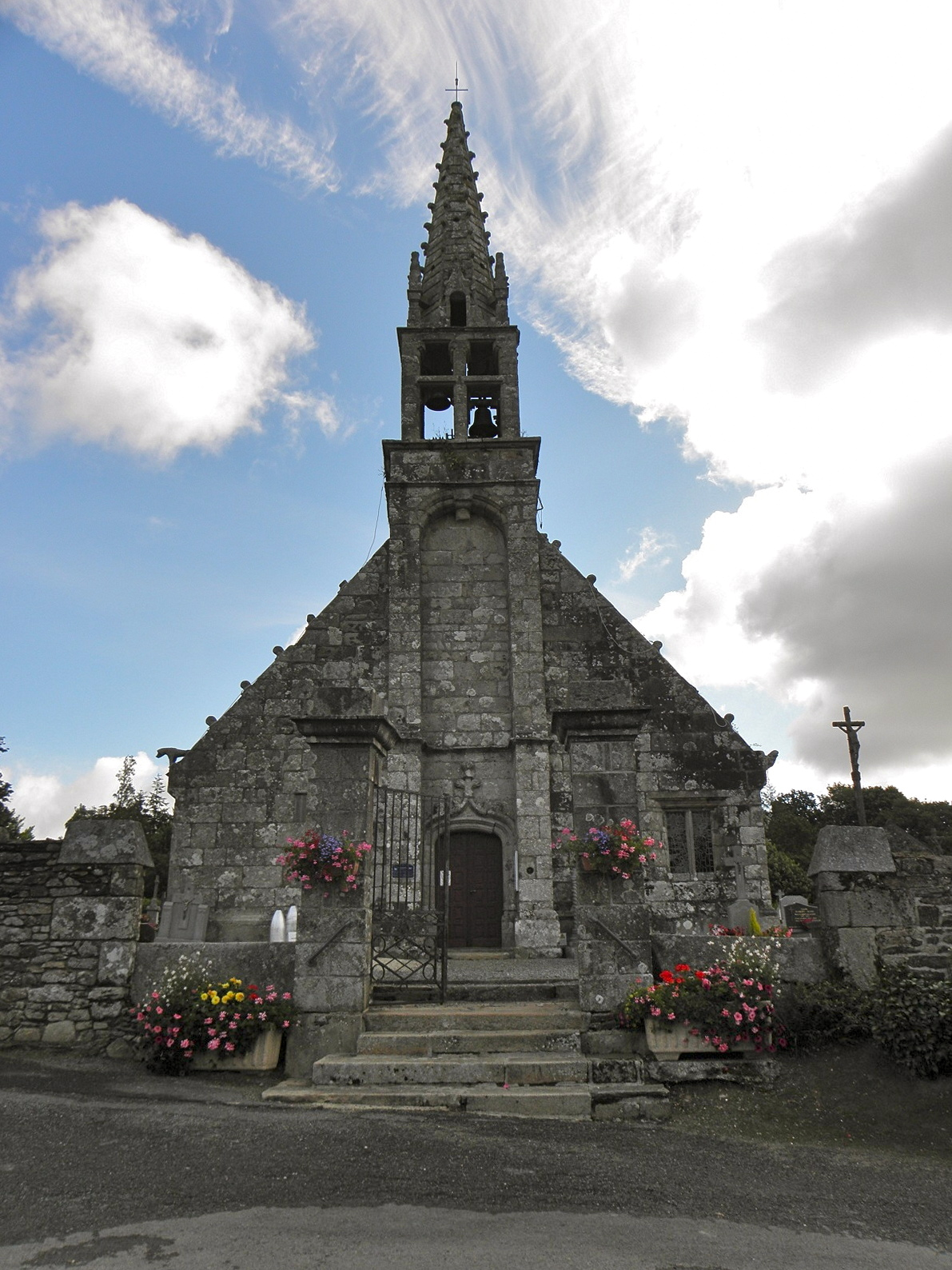
Kirche Notre-Dame
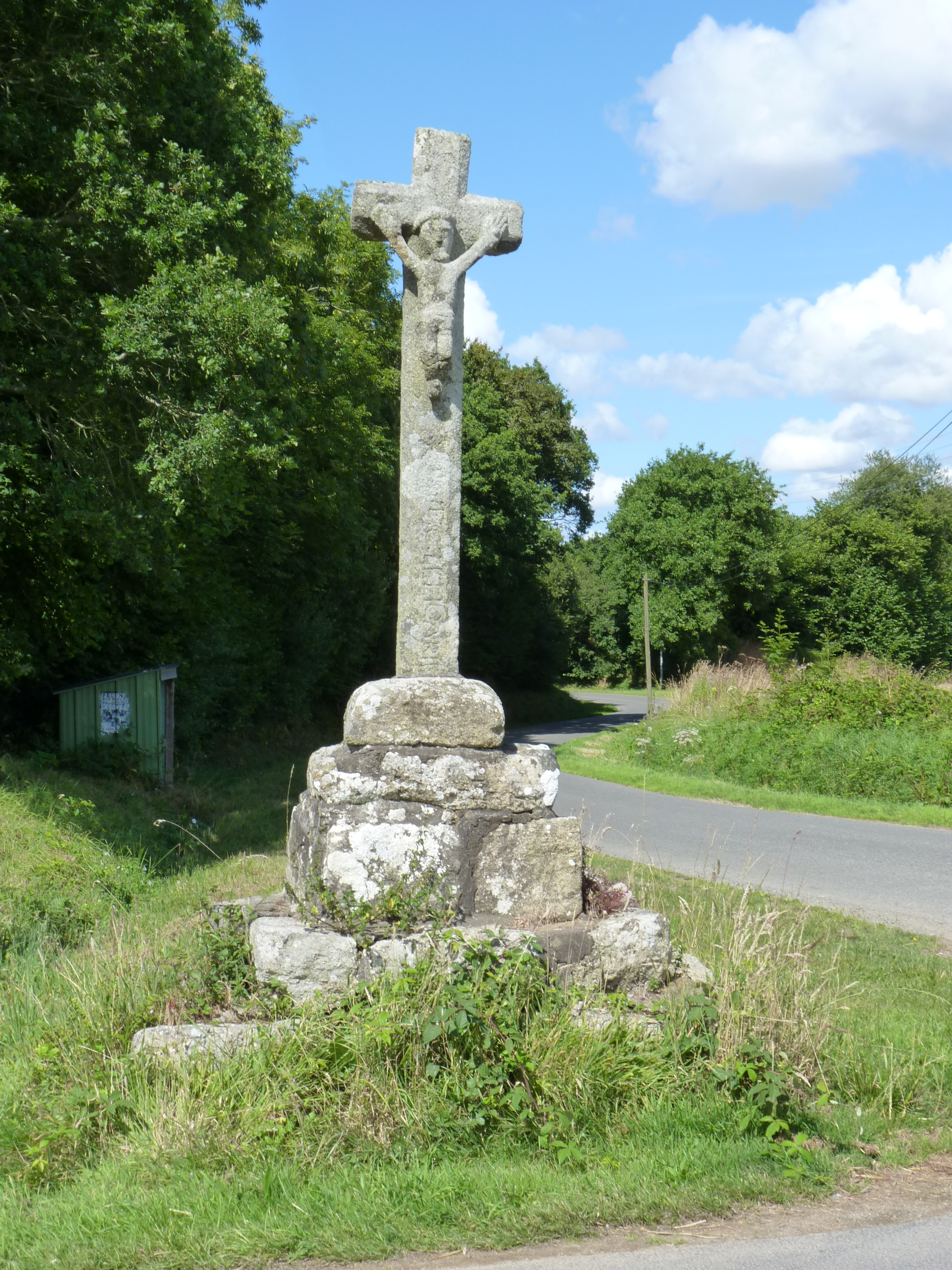
Wegekreuz in Kergonien

## Persönlichkeiten
- Alexandre Thomas (1913–1990), Politiker (SFIO)